# Kern-Reifholzbaum
Als Kern-Reifholzbaum wird ein Baum bezeichnet, der als Übergang vom Kernholz zum Splintholz einen gefärbten, aber wasserarmen Holzteil besitzt. Der Baum besitzt also von außen nach innen Splintholz, Reifholz und Kernholz.
Zu den Kern-Reifholzbäumen zählen die Gemeine Esche (Fraxinus excelsior), die Ulme und das Pfaffenhütchen (Euonymus).

## Belege
1. 1 2  Gerhard Stinglwagner, Ilse Haseder, Reinhold Erlbeck: Das Kosmos Wald- und Forst-Lexikon. 4. Auflage. Franckh-Kosmos, Stuttgart 2009, S. 467. ISBN 3-440-12160-7.